# Rich Williams
Rich Williams (Topeka, 1º febbraio 1950) è un chitarrista statunitense, noto soprattutto per essere membro del gruppo rock Kansas sin dalla fondazione.

## Biografia
Inizia la sua attività nel 1970, in alcune band del Kansas. Ispirato dallo stile di Buck Dharma, dal 1973 è chitarrista solista e compositore della band rock progressivo e AOR Kansas, ed è, insieme al batterista Phil Ehart, l'unico membro del nucleo originario. Nel 2007 collabora con Mike Patton e Carla Hasset nel disco Quero Saber, mentre nel 2008 è cofondatore del gruppo Native Window, spin off degli stessi Kansas.

## Carriera
Dopo vari cambi di formazione dei Kansas, Williams è diventato dal 2001 l'unico chitarrista dedicato della band,, fino all'ingresso di Zak Rizvi nel 2016, anche se David Ragsdale ha suonato alcune parti di chitarra quando non era impegnato con il violino, come ad esempio in Portrait (He Knew), Fight Fire With Fire e Carry On Wayward Son. Williams e Phil Ehart sono gli unici due membri fondatori del Kansas che non hanno mai lasciato la band e hanno suonato in tutti gli album del Kansas; Tra le canzoni che Williams ha scritto insieme alla band ci sono Can I Tell You e Play the Game Tonight.

## Vita privata
È sposato con la musicista Debbie Peters, con la quale condivide la passione per il football americano; entrambi sono tifosi del Washington Football Team.

## Discografia

### Con i Kansas
- 1974 - Kansas
- 1975 - Song for America
- 1975 - Masque
- 1976 - Leftoverture
- 1977 - Point of Know Return
- 1979 - Monolith
- 1980 - Audio-Visions
- 1982 - Vinyl Confessions
- 1983 - Drastic Measures
- 1986 - Power
- 1988 - In the Spirit of Things
- 1995 - Freaks of Nature
- 1998 - Always Never the Same
- 2000 - Somewhere to Elsewhere
- 2016 - The Prelude Implicit
- 2020 - The Absence of Presence

### Solista
- One for All, 2001

## Strumentazione
- PRS Guitars